# Jindřich Noll
Jindřich Noll (* 1. září 1946 Praha) je český historik umění, pražský památkář a příležitostný překladatel z/do němčiny.

## Život a dílo
Pochází z pražské měšťanské rodiny, narodil se na Královských Vinohradech. V Praze vystudoval střední všeobecně vzdělávací školu a v letech 1963-1968 pokračoval studiem dějin umění na filozofické fakultě Masarykovy univerzity (tehdy Univerzity J. E. Purkyně) v Brně (profesoři Albert Kutal, Václav Richter a Miloš Stehlík). Od počátku se zajímal především o architekturu od 17. do raného 20. století. Napsal diplomovou práci "Jan Křtitel Erna, brněnský architekt".
Po absolutoriu školy nastoupil do Jihomoravského krajského střediska státní památkové péče a ochrany přírody v Brně, odkud po několika letech přešel do Prahy. V Pražském středisku státní památkové péče a ochrany přírody (později přejmenovaném na Národní památkový ústav, pracoviště Praha) na Malém náměstí 13 pracoval téměř celou svou profesní dráhu. Dále psal o Josefu Zítkovi a o Josefu Schulzovi, jehož dílo sepsal v katalogu, připravil o něm výstavu a obhájil je jako svou práci disertační.  
Je členem Klubu Za starou Prahu.

## Publikace
- stati ve sborníku Staletá Praha a v časopisech Zprávy památkové péče, Zprávy Klubu za starou Prahu
- monografie:
  - Jindřich NOLL (úvodní stať Jindřich Vybíral): Josef Schulz (1840-1917), katalog k výstavy konané v Domě umělců Rudolfinum; vydala Národní galerie v Praze 1992; ISBN 978-80-7035-036-2
  - Jan E. SVOBODA- Jindřich NOLL- Ester HAVLOVÁ: Praha 1919-1940: kapitoly o meziválečné architektuře. Libri Praha 2000, stran 303, ISBN 80-7277-019-5